# Великоберезнянський район
Вели́коберезнянський райо́н — колишня адміністративно-територіальна одиниця у північно-східній частині Закарпатської області, за 30 кілометрів від обласного центру. Населення становить 26 258 осіб (на 1 січня 2019). Площа — 809 км². Адміністративний центр — смт Великий Березний. Ліквідований у липні 2020 року, у зв'язку з проведенням адміністративно-територіальної реформи та включений до складу переутвореного укрупненого Ужгородського району, до якого також увійшли колишній Перечинський, Ужгородський та частина Мукачівського районів

## Географія
Межує з Перечинським і Воловецьким районами Закарпатської та Турківським Львівської областей України. Західна межа є кордоном з двома закордонними державами — Словацькою Республікою та Польщею.
Майже увесь район — мальовнича гірська місцевість, лісові масиви якої помережані долинами навколо річок та потоків. Найвища точка над рівнем моря (1463 м) розташована на полонині Рівній. Трохи нижчими є полонина Гостра та гори Мала Равка, Кременець. Ці та інші вершини є складовими гірських масивів Українських Карпат.
Селище міського типу Великий Березний та найбільші села лежать у долинах по обох берегах річки Уж, яка бере свій початок у крайньому населеному пункті району (області теж, оскільки межує з Львівською областю через Ужоцький перевал) — селі Ужок.
Місцевість району багата передусім на лісові (в тому числі і цінних порід) ресурси, мінеральні джерела, різні корисні копалини. Проте промислову розробку здійснюють лише з деревини, двох мінеральних джерел та щебеню.

## Історія
Територія Великоберезнянського району була заселена ще у 1-му тисячолітті до н. е., про що засвідчують дані археологічних розкопок, зокрема вироби з бронзи та могильник. Перші письмові згадки про район (Великий Березний) датуються 1409 роком. У державному податковому списку за 1427 рік йдеться про те, що Великий Березний належить до володінь Ужгородської домінії графів Другетів. Відповідно до урбарію 1691 року теперішній район (центр і навколишні села) на правах округу входив у 4-ий дисткрит Ужгородської домінії графа Міклош Берчені, спадкоємця Другетів.
Такими ж давніми як Великий Березний (згідно з письмовими згадками) можна вважати села Люту, Малий Березний, Волосянку, Ставне, Стужицю, Чорноголову. Про інші населені пункти перші письмові згадки датуються останніми століттями, коли вже налагодилося централізоване управлінське економічно-соціальне життя краю.
Перекази і легенди зберегли пам'ять про опришків 17-18 ст. Івана Варгу, Миколу Васильчака та Івана Бецу, які керували загонами, що нападали на панські маєтки, мстили за нестатки і убозтво селян. Під проводом Івана Беци бунтівники у 1704 році оволоділи Ужгородським замком, а пізніше влилися у куруцьке військо Ференца ІІ Ракоці.
З минулих століть передані сучасниками традиції лісорубської і деревообробної майстерності. У районному центрі ще в 17 столітті започаткувалася розгалужена і жвава торгівля. Судячи з густоти мережі сучасних торговельних закладів, ця ознака збереглася протягом віків.
На розвиток ремесел у районі, зокрема гончарства і куховаріння, великий вплив мали переселені у 1788 році словаки, які заснували у окружному центрі своє поселення. З того часу на розвиток культурних традицій краю мала вплив культура сусідніх словаків.
Дуже важливою подією для економічного і культурного життя району стало у 1894 році прокладання його територією залізниці, яка зв'язувала більші населені пункти не лише з обласним центром, а й Львовом.
У різні історичні епохи район, як і більшість території Закарпаття, входив до складу різних держав — Австроугорщини, Угорщини, Чехословаччини. Мінялися режими, насаджувалися різні мовні і культурні засади, але населення не нівелювало своїх яскравих традицій і звичаїв. До наших часів дійшли перекази, легенди, пісні, які свідчать про самобутню культуру лемків.
Велику роль у культурному житті району зіграло товариство «Просвіта», яке, починаючи з 20-х років, діяло дуже активно. Проводилися мітинги, політичні акції. Іван Шелепець організував театральний гурток, який об'їздив з виставами усі села району. У 1939–1949 рр. чимало членів товариства «Просвіта» поповнило ряди карпатських січових стрільців.
У роки Другої світової війни район був окупований хортистськими військами Угорщини, яка була союзницею гітлерівської Німеччини та залишила по собі фортифікаційну пам'ятку так звану Лінію Арпада. Молодь Великоберезнянщини воювала по різних боках фронту, адже частина була призвана в угорське військо, а частина поповнила ряди армії генерала Свободи, який виступав на боці Червоної армії. Тому з поля битви одні повернулися переможцями, відтак отримали статус ветеранів війни, а другі — безславними «союзниками ворога».
У ті роки по всьому світу розбрелося багато вихідців з Великоберезнянського району. Деякі з них стали у чужих країнах вченими, видатними діячами. Приміром, Іван Фізер з Мирчі став доктором філологічних наук, професором Гарвардського університету Сполучених Штатів Америки, Степан Лютянський з Волосянки став письменником у Чехії, Іван Каваль — поетом української діаспори в Німеччині та інші.
Після возз'єднання у червні 1945 року Закарпаття з Радянською Україною у Великоберезнянському районі проходили ті ж соціально-економічні та культурно-освітні процеси, що і у всій області: відкривалися промислові підприємства, освітні і культурні заклади, організовувалися колгоспи.
У радянський період у селах району були відкриті школи та дитсадки. У кожному населеному пункті діяли клуб і бібліотека. Медичну допомогу населення отримувало у центральній районній лікарні (сучасне приміщення її здане в експлуатацію у 1975 році), кілька сільських дільничних лікарень (Люта, Чорноголова, Волосянка, Жорнава) та фельдшерсько-акушерські пункти.
Пропагувалася у районі самодіяльна художня творчість.
25 травня 2014 року відбулися Президентські вибори України. У межах Великоберезнянського району було створено 39 виборчих дільниць. Явка на виборах складала — 65,35 % (проголосували 13 477 із 20 622 виборців). Найбільшу кількість голосів отримав Петро Порошенко — 57,16 % (7 704 виборців); Юлія Тимошенко — 18,35 % (2 473 виборців), Олег Ляшко — 8,95 % (1 206 виборців), Анатолій Гриценко — 3,79 % (511 виборців). Решта кандидатів набрали меншу кількість голосів. Кількість недійсних або зіпсованих бюлетенів — 1,16 %.

## Адміністративний устрій
Адміністративно-територіально район поділяється на 1 селищну раду та 14 сільських рад, які об'єднують 32 населених пункти та підпорядковані Великоберезнянській районній раді. Адміністративний центр — смт Великий Березний.

## Населення
Станом на 1 січня 1999 року населення району становило 29 883 осіб, у тому числі 22 513 осіб — у сільській місцевості.
Розподіл населення за віком та статтю (2001):
| Стать | Всього | До 15 років | 15-24 | 25-44 | 45-64 | 65-85 | Понад 85 |
| --- | ------ | ----------- | ----- | ----- | ----- | ----- | -------- |
| Чоловіки | 13 598 | 2886        | 2097  | 4019  | 2991  | 1556  | 49       |
| Жінки | 14 612 | 2749        | 1904  | 3892  | 3408  | 2560  | 99       |
| \| Статево-вікова піраміда \| Статево-вікова піраміда \| Статево-вікова піраміда \| \| ----------------------- \| ----------------------- \| ----------------------- \| \| Чоловіки \| Вік \| Жінки \| \| 49 \| 85 + \| 99 \| \| 120 \| 80-84 \| 210 \| \| 304 \| 75-79 \| 569 \| \| 507 \| 70-74 \| 892 \| \| 625 \| 65-69 \| 889 \| \| 600 \| 60-64 \| 855 \| \| 579 \| 55-59 \| 652 \| \| 896 \| 50-54 \| 919 \| \| 916 \| 45-49 \| 982 \| \| 1073 \| 40-44 \| 1069 \| \| 930 \| 35-39 \| 925 \| \| 985 \| 30-34 \| 935 \| \| 1031 \| 25-29 \| 963 \| \| 1087 \| 20-24 \| 955 \| \| 1010 \| 15-20 \| 949 \| \| 1117 \| 10-14 \| 1044 \| \| 1018 \| 5-9 \| 949 \| \| 751 \| 0-4 \| 756 \| |        |             |       |       |       |       |          |
| Статево-вікова піраміда |        |             |       |       |       |       |          |
| Чоловіки | Вік    | Жінки       |       |       |       |       |          |
| 49 | 85 +   | 99          |       |       |       |       |          |
| 120 | 80-84  | 210         |       |       |       |       |          |
| 304 | 75-79  | 569         |       |       |       |       |          |
| 507 | 70-74  | 892         |       |       |       |       |          |
| 625 | 65-69  | 889         |       |       |       |       |          |
| 600 | 60-64  | 855         |       |       |       |       |          |
| 579 | 55-59  | 652         |       |       |       |       |          |
| 896 | 50-54  | 919         |       |       |       |       |          |
| 916 | 45-49  | 982         |       |       |       |       |          |
| 1073 | 40-44  | 1069        |       |       |       |       |          |
| 930 | 35-39  | 925         |       |       |       |       |          |
| 985 | 30-34  | 935         |       |       |       |       |          |
| 1031 | 25-29  | 963         |       |       |       |       |          |
| 1087 | 20-24  | 955         |       |       |       |       |          |
| 1010 | 15-20  | 949         |       |       |       |       |          |
| 1117 | 10-14  | 1044        |       |       |       |       |          |
| 1018 | 5-9    | 949         |       |       |       |       |          |
| 751 | 0-4    | 756         |       |       |       |       |          |

У національному складі велику перевагу становлять українці — 93 відсотки. Компактно проживають також словаки — близько 1 % та роми — 3 % загальної кількості жителів району. Окрім того, проживають на Великоберезнянщині росіяни, угорці, євреї, молдовани та представники інших національностей. Національний склад населення району за переписом 2001 року
| національність | чисельність | частка |
| -------------- | ----------- | ------ |
| українці       | 27182       | 96,4 % |
| роми           | 452         | 1,6 %  |
| словаки        | 270         | 1,0 %  |
| росіяни        | 210         | 0,7 %  |
| білоруси       | 22          | 0,1 %  |
| угорці         | 15          | 0,1 %  |

Населення становить 26 498 осіб (на 1.08.2013).

## Економіка
Після відомих політичних і соціальних подій початку 90-х років економічна криза не обминула промислові та сільськогосподарські колективи району. Майже на всіх підприємствах, окрім консервного заводу, держлісгоспу пройшли приватизаційні процеси і вони перетворилися у акціонерні фірми чи товариства. Нині в районі діє 317 підприємств різних форм власності. З них 3 — державної, 200 — колективної, акціонерної, 46 — приватної форм власності.
У останні роки скоротилися масштаби будівництва у районі, зокрема за рахунок державних капіталовкладень. Проте якість (мається на увазі і приватне і колективне) його значно поліпшилася, наближаючись до європейських зразків і стандартів. Про це красномовно свідчить «візитна картка» райцентру — новий залізничний вокзал, зданий в експлуатацію у 1998 році. Приміщення його просторе, світле, затишне, є всі побутові зручності. Таке ж враження справляють зі смаком оформлені нові торговельні заклади, офіси підприємств та організацій, індивідуальні житлові будинки. У будівництві зникла орієнтація на бюрократичний однаковий стиль. Кожна нова споруда — свіжий архітектурний задум і якісне його виконання.

## Освіта
Мережу освіти Великоберезнянського району становлять 36 шкіл, з яких вісім — І-ІІІ ступеня, 14- І-ІІ ступеня і 14 — І ступеня. Серед перерахованих — гімназія, відкрита у 1993 році, Великоберезнянська школа-інтернат, Малоберезнянська допоміжна школа-інтернат та міжшкільний навчально-виробничий комбінат. Працюють у районі 13 дошкільних закладів.
З 1969 року у районі працює професійно-технічне училище, яке готувало фахівців для сільського господарства, а нині перепрофілювалося на підготовку професій, які мають попит у сучасному виробництві — бухгалтерів, розкрійників, лаборантів хіміко-бактеріологічного аналізу. У закладі навчався відомий в Україні журналіст і письменник Федір Зубанич. Усі навчальні заклади району належать до державної системи освіти.

## Культура
Культурний відпочинок населення району організовують районний будинок культури, 19 сільських клубів, центральна районна та 8 сільських бібліотек. Не припиняли своєї діяльності фольклорні колективи сіл Ставне, Чорноголова, Люта, Костева Пастіль, які доносять до сучасного слухача народну пісню і танець. Майстри народних ремесел різьбяр-інкрустар Петро Куртанич, ткаля Марія Рогач, вишивальниця Марія Завадська, колесар Іван Цифра та інші зберегли до наших часів найкращі традиції народних ремесел Ужанської долини. Активно популяризує фольклорне мистецтво серед юні ветеран-освітянин Августин Близнець.
У 1959 році у районному центрі була відкрита дитяча музична школа, яка з 1998 року стала районною школою мистецтв. Окрім музично обдарованих дітей тут вчаться хлопчики і дівчатка малярству і хореографії. Викладачі школи керують ансамблями і хорами, зокрема високою виконавською майстерністю відзначається греко-католицький просвітницький хор, організований Василем Тиболтом, який з Йосипом Сакуличем та іншими ентузіастами зробили значний внесок у музичне життя району. Завдяки їхнім зусиллям ансамблі і хори доносили і доносять до сучасного слухача найкращі зразки національної музики. У районі є плеяда музично талановитої молоді, яка успішно виступає на обласній і республіканській сценах. Визнання у публіки здобули вокалісти Руслана Бесараб, Віталій Гелетич, які стали лауреатами кількох престижних музичних конкурсів-фестивалів. Плідно працює у жанрі музичної творчості самодіяльний композитор Ольга Сенько, яка займається і живописом.
Спортивні досягнення демонструють важкоатлети, гандболісти, легкоатлети. Найпопулярнішими видами масового спорту є футбол і волейбол. Традиційними і видовищними є щорічні міжрегіональні змагання з мотокросу в урочищі Термачув поблизу Великого Березного.
Гордістю району є спринтер Василь Кевпанич, футболіст, колишній гравець київського «Динамо» Володимир Коман, майстри спорту з важкої атлетики Юрій Джупіна, Василь Перебзяк, Іван Микитич, Іван Тирпак, Олександр Баєв, Михайло Шелепець.
Багатий на традиції народних ремесел і мистецтв край не має районного краєзнавчого музею, хоча такий до 70-х років діяв на громадських засадах. Чимало цікавих експонатів, що могли б заповнити зали справжнього музею, зберігається у школах, у кімнатах чи кутках народознавства. Найбагатший і зі знанням справи оформлений такий міні-музей у Великоберезнянській ЗОШ І-ІІІ ступеня . Тут виставлені зразки народного одягу минулих століть, старовинні знаряддя праці, картини художника Йосипа Бокшая з колишнього іконостаса великоберезнянського греко-католицького храму та інші предмети минувшини.

## Туризм і рекреація
Набуває розвитку готельний, кемпінговий та банковий бізнес. Розвиткові банкового, готельного, кемпінгового бізнесу сприяє відкриття у 1995 році державного митного переходу «Малий Березний» на кордоні з Словаччиною. Пожвавився взаємний обмін товарами, налагодилися спільні виробництва і партнерства.
У 1866 році у центрі Великого Березного було закладено парк площею 2,5 га. Реліктові дерева були висаджені у 1906—1910 рр. за сприяння голови окружкому Івана Блажовського. Понад 250 рідкісних видів дерев ростуть у цьому екзотичному рукотворному пам'ятнику природи. Зокрема тут збереглися такі екзоти, як гінкго дволопатне, псевдотсуга Мензіса, тсуга канадська, туя гігантська, черешчатий та скелястий дуби. Деякі дерева знаходяться під загрозою зникнення, а сам парк вимагає благоустрою.

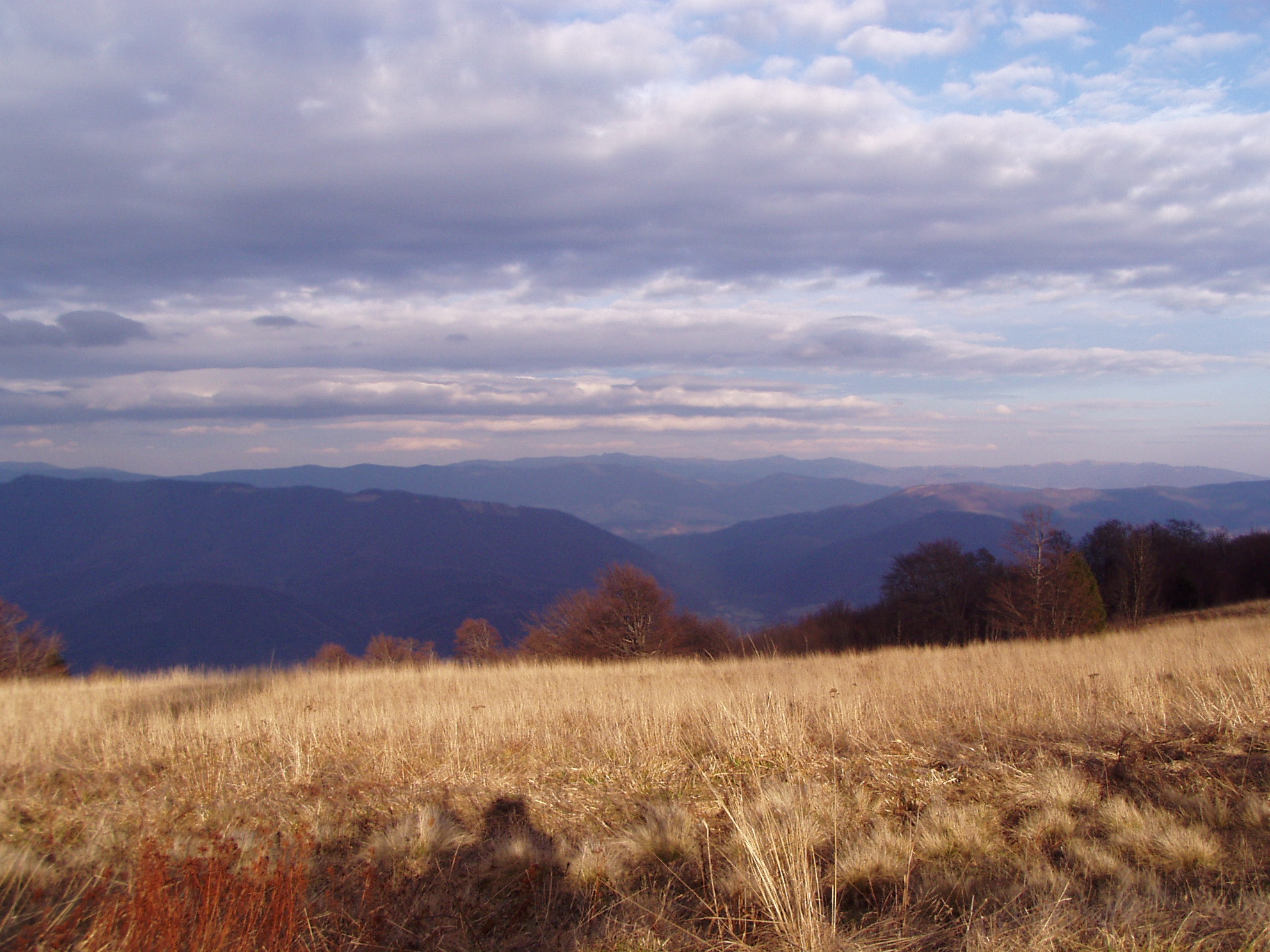
гора Явірник

Ще у 1908 році Угорське міністерство землеробства створило неподалік сіл Стужиця і Тихий резервати букових пралісів «Стужиця» (площею 331,8 га) і «Тиха» (площею 14,9 га). На початку 20 ст. у селах району були притулки для туристів, а в Ужку на базі мінеральних джерел діяли два санаторії з 30 купальнями, військова лікарня і 5 вілл на 60 ліжок. Під час першої світової війни усе було зруйноване. Однак і в часи Чехословаччини вчені вивчали природу району, проводили тут різні досліди.
Надзвичайно мальовничі краєвиди, унікальні праліси дозволили значну територію навколо села Стужиця оголосити частиною міжнародного (Словаччина, Польща, Україна) біосферного заповідника «Східні Карпати». Вчені, екологи закладали тут дослідні проби, намагалися захистити від людського втручання букові праліси на горах Кременець та Яворник. У 1995 році завдяки зусиллям вчених і екологів краю територія біосферного заповідника була оголошена ландшафтним парком «Стужиця». Тут працювали представники Корпусу Миру США, та проводили семінари вчені-природодослідники багатьох зарубіжних країн. Найбільший науковий інтерес представляють для сучасних біологів збережені у природному середовищі унікальні червоні лишайники, яких дуже мало на планеті і які давно занесені у Червону Книгу.
У вересні 1999 року територію ландшафтного парку було збільшено до 39,125 тис. кв. кілометрів, а Указом Президента України надано статус Національного природоохоронного парку. Тепер Ужанський національний природний парк справжня лабораторія дослідників Карпатських лісів. Тут проектується розвиток екотуризму, у якому зацікавлені і словацька та польська сторони.
Чудові зони відпочинку розташовані вздовж річок Уж та Лютянка, хребта гори Яворник та біля гірських потоків.

## Релігія
Особливості релігійних і духовних традицій жителів району пов'язані з історичним минулим. У часи Австроугорської імперії повсюдно була запроваджена греко-католицька віра. На горі біля села Малий Березний у 1656 році було споруджено чоловічий монастир отців Василіян.
Після переселення наприкінці 19 ст. кількох десятків словаків у районному центрі було споруджено храм римо-католицької віри, у якому було встановлено чудовий орган. Храм діє і нині, його відвідує більшість жителів околиці Липтаки.

## Архітектурні пам'ятки

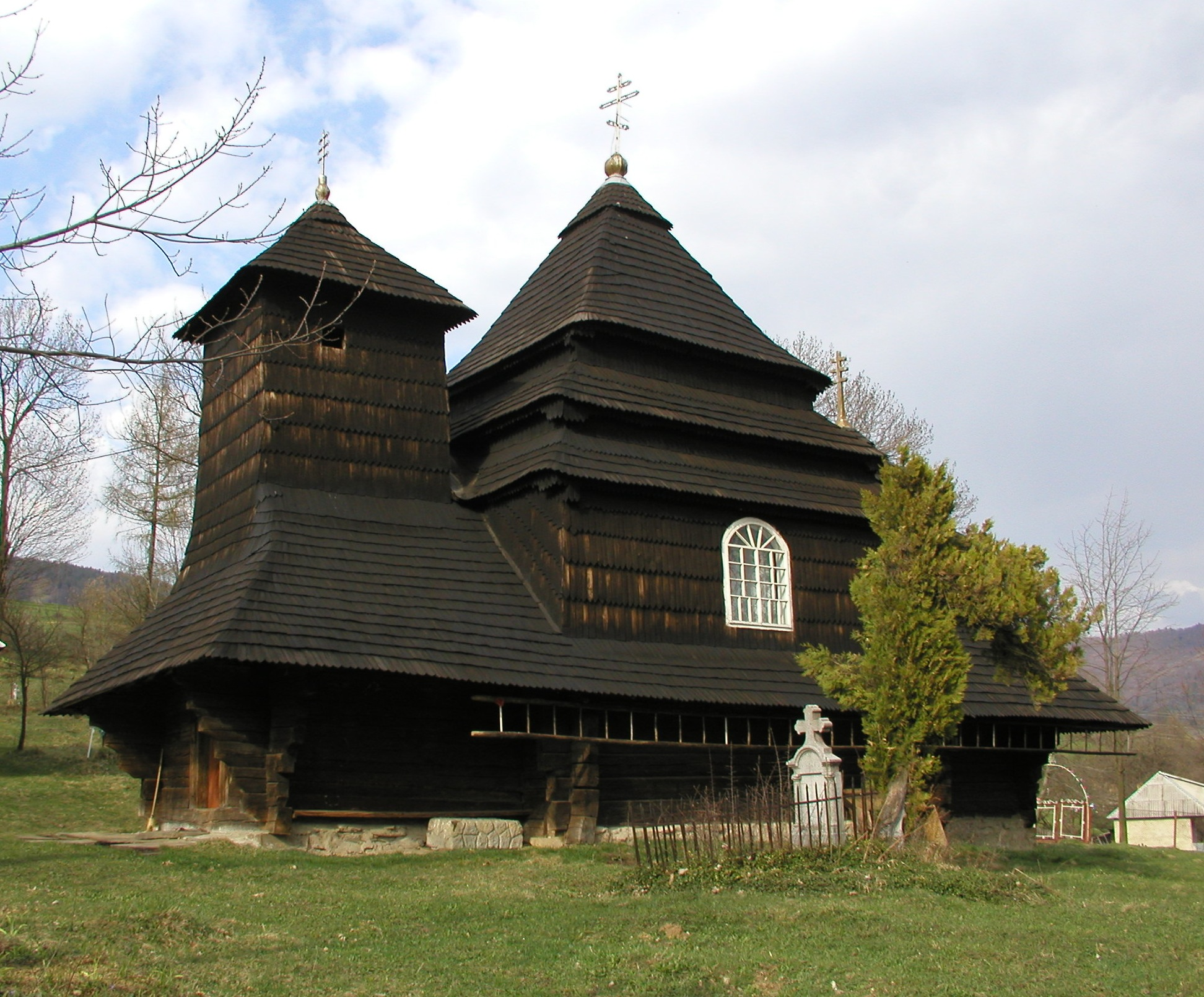
с. Ужок греко-католицька церква

У районі чимало архітектурних пам'ятників. Найбільшу цінність мають дерев'яні церкви і храми — Миколаївський у селі Гусний (1655 р.), Миколаївський у с. Вишка (1700 р.), Покровський у с. Кострина (1761 р.), Предтеченський у с. Сухий (1769 р.), Василівський у с. Сіль(1777 р.), Миколаївський у с. Чорноголова (1794 р.) та Ганни у с. Буківцьово (1791 р.). Усі вони є зразками бойківської школи дерев'яної монументальної архітектури, прикрашені різьбою та орнаментами. Окремо пам'ятниками архітектури оголошено дзвіниці Ужоцького Михайлівського, Гусненського Миколаївського та Чорноголівського Миколаївського храмів.
Найвідомішим археологічним пам'ятником Великоберезнянщини є рештки найбільшого в Європі Княгинянського метеориту, який випав на околицях сіл Княгиня та Сіль у 1866 році. Зразки його знаходяться в обласному краєзнавчому музеї, а також музеях Відня та Москви. Біля села Княгиня є карстові печери, які могли б зацікавити туристів.

## Персоналії
Великоберезнянщина дала світові чимало видатних вчених, митців, письменників. Серед них треба назвати учених, вихідців з с. Малий Березний: медика Михайла Ганича та літературознавця Івана Мегелу, астронома — дослідника фізики Сонця Петра Козака. Міністром лісової промисловості УРСР у 70-ті роки був виходець з с. Кострина Іван Грунянський. Генералом міліції і публіцистом був виходець з с. Волосянка Олексій Лялько. Відомим чеським журналістом і письменником післявоєнних часів став Степан Лютянський з с. Волосянка, художником у США — Іван Козак з Великого Березного, поетом української діаспори у Німеччині — Юрій Каваль з Костринської Розтоки. Головним диригентом Львівського оперного театру довгий час був великоберезнянець Лацанич Ігор. Членом спілки художників України був Михайло Романишин з Великого Березного. З сучасників, відомим живописцем є Віталій Слободський. У райцентрі народився і виріс журналіст Федір Зубанич. У республіці і області знають журналіста Іллю Ільницького (с. Люта), лінгвіста і журналіста Івана Раковського (с. Ставне). Заслуженими артистами України стали співачки з Великого Березного Марія Зубанич та Надія Підгородська.